# Promises (The Boxer Rebellion)
Promises è il quarto album in studio del gruppo musicale britannico The Boxer Rebellion, pubblicato nel 2011.

## Tracce
1. Diamonds – 4:02
2. Fragile – 4:27
3. Always – 3:35
4. Take Me Back – 3:36
5. Low – 3:11
6. Keep Moving – 4:02
7. New York – 2:52
8. Safe House – 4:55
9. You Belong To Me – 3:34
10. Dream – 5:09
11. Promises – 4:36